# Mosze Kacaw
Mosze Kacaw (hebr. משה קצב; ur. 5 grudnia 1945 w Jazdzie) – izraelski polityk, w latach 2000–2007 prezydent Izraela, poseł do Knesetu w latach 1997–2000, wicepremier.

## Życiorys
Urodzony w Jazdzie w Iranie jako Musa Kassab (pers. موسی قصاب). Wyemigrował do Izraela w 1951. Studiował na Uniwersytecie Hebrajskim w Jerozolimie, na wydziale ekonomii i historii. Związał się tam z prawicową partią Likud.
W 1966 roku rozpoczął pracę jako dziennikarz dla Jedi’ot Acharonot. W 1968 roku został przewodniczącym młodzieżowej organizacji B’nai B’rith Youth. W 1969 roku został wybrany przewodniczącym Partii Likud na Uniwersytecie Hebrajskim.
Karierę publiczną faktycznie rozpoczął w 1969 roku od urzędu burmistrza w mieście Kirjat Malachi.
W 1977 roku Mosze Kacaw został posłem do Knesetu. Między innymi pracował w Komitecie Edukacji na Terytoriach Administrowanych. W 1981 roku został ministrem budownictwa, a w 1984 roku – ministrem pracy i polityki społecznej. W 1988 roku mianowano go ministrem transportu i jednocześnie członkiem Ministerialnego Komitetu Obrony. W 1992 roku Kacaw został przewodniczącym klubu parlamentarnego partii Likud w Knesecie.
31 lipca 2000 roku Mosze Kacaw został wybrany ósmym prezydentem Izraela, urząd objął 1 sierpnia 2000 roku. W 2005 roku brał udział w obchodach 60. rocznicy wyzwolenia obozu koncentracyjnego w Auschwitz.
W 2006 roku został oskarżony o molestowanie seksualne i gwałty na kilku kobietach. 29 czerwca 2007 roku podał się do dymisji. W 2008 roku odrzucił porozumienie stron, umożliwiające uniknięcie procesu w zamian za przyznanie się do winy. 30 grudnia 2010 roku sąd w Tel Awiwie uznał Kacawa za winnego zarzucanych mu czynów. 22 marca 2011 roku sąd podał wymiar kary, zasądzając siedem lat więzienia. W grudniu 2016, po odbyciu 5 lat z orzeczonej kary więzienia, opuścił zakład karny.
Oprócz języka hebrajskiego zna również angielski, arabski i perski.